# Pauline Marie de La Ferronays

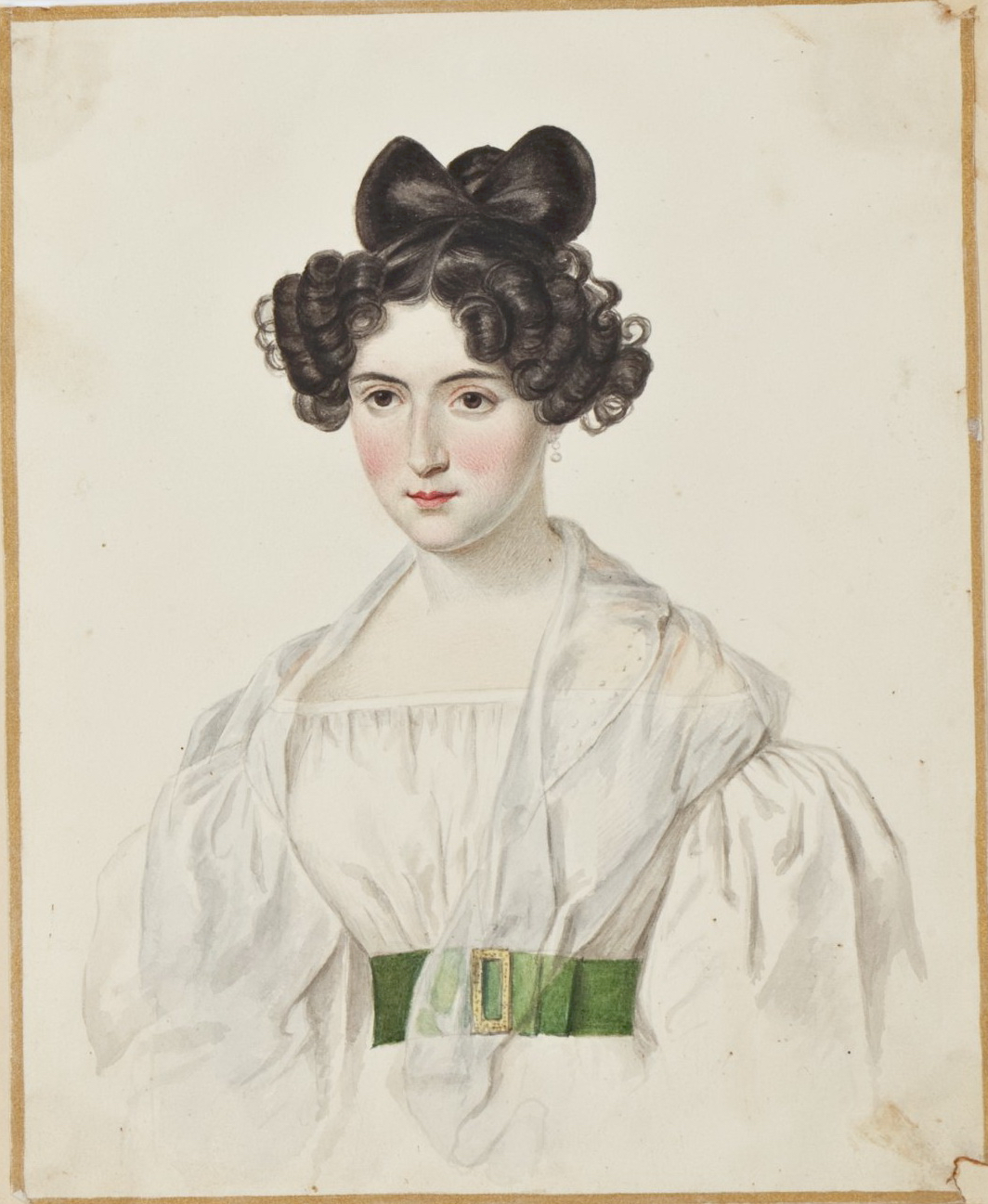

Pauline Marie de La Ferronays, coniugata Craven (Londra, 12 aprile 1808 – Parigi, 1º aprile 1891), è stata una scrittrice e filantropa francese.

## Biografia
Figlia del conte Auguste Ferron de La Ferronnays, ambasciatore e ministro degli Affari esteri, visse con la famiglia a San Pietroburgo e a Parigi, frequentando gli ambienti letterari vicini al teologo e filosofo Félicité de Lamennais. Nel 1828 seguì il padre a Roma, stabilendosi infine a Napoli, dove conobbe e sposò il diplomatico inglese Augustus Craven.
A Napoli divenne promotrice del movimento pietista, con l'aiuto delle sorelle: il suo impegno era rivolto soprattutto all'accoglienza dei ragazzi, a cui offriva un lavoro, curandone anche l'istruzione, e al sostegno economico degli anziani bisognosi. Dopo la caduta del regno borbonico, insieme all'amica Teresa Filangieri, estese la sua opera collaborando con gli altri filantropi napoletani. Visse alcuni anni anche a Cava de' Tirreni, facendo della sua casa un centro di cultura e impegnandosi ancora in opere filantropiche.
Nel 1866 pubblicò il primo libro, Recit d'une sœur, souvenirs de famille, in cui descriveva la storia della propria famiglia. Seguirono numerosi romanzi e saggi, apprezzati soprattutto nell'ambiente culturale cattolico.
Nel 1872 si trasferì a Parigi, dove morì. 

## Opere
- Récit d'une sœur, souvenirs de famille, 1866
- Fleurange, 1872
- Pèlerinage de Paray-le-Monial, 1873
- Le Comte de Montalembert, 1873
- Le Mot de l'énigme, 1875
- Deux mots de la question catholique en Angleterre, 1875
- Anne Severin, 1876
- La Marquise de Mun, 1877
- La Sœur Natalie Narischkin, fille de la charité de Saint-Vincent-de-Paul, 1877
- Le Travail d'une âme 1877
- Réminiscences, souvenirs d'Angleterre et d'Italie, 1879
- La Jeunesse de Fanny Kemble, 1880
- Une Année de méditations, 1881
- Éliane, 1882
- Le Valbriant, 1886
- Lady Georgiana Fullerton, sa vie et ses œuvres, 1888
- Le Père Damien, 1890
- Vie du Pére Ludovic de Casoria, d'aprés le cardinal Alph. Capeccelatro, 1892

### Opere digitalizzate
- Pauline Marie Craven de La Ferronays, Réminiscences, Paris, Librairie Académique Didier, 1884.
- Adélaïde Capece Minutolo, 1869 (su google books)